# Майра Тейлор
Майра Тейлор (24 февраля 1917 — 9 декабря 2011) — американская джазовая певица, автор песен. Начала свою карьеру ещё в подростковом возрасте и продолжала петь до 90 лет.

## Биография

### Ранние годы
Майра Джардин Рендер, позднее Тейлор родилась 24 февраля 1917 года в городе Боннер-Спрингс, штат Канзас. Практически сразу после её рождения семья переехала в Канзас-Сити, исторический 18-й и виноградный район штата Миссури. В возрасте 14 лет, работая домработницей, она начала выступать в клубах на 12-й улице. Так как Майра была несовершеннолетней, в некоторые клубы ей приходилось проникать через чёрный ход, но очаровывала всех своим пением.

### Карьера в кино
Тейлор появилась на экранах в роли Pearl в трех частях американского комедийного телесериала Джефферсоны. В 1980 году вышли первая и вторая часть «Arrival», а в 1982 году третья часть под названием «Men of the Cloth».
В 1979 году она сыграла главную женскую роль в комедии про баскетбол, «Scoring». За время карьеры в кино Тейлор также сыграла ряд второстепенных ролей в таких фильмах, как «Подозреваемый»,"Перекрёсток Делэнси", «Ещё кружок» шведского режиссёра Лассе Халльстрём и в «Газета» Рона Ховарда.

### Музыкальная карьера
В 1930-х годах она гастролировала по Среднему Западу с коллективом «Clarence Love’s band». В 1937 году Тейлор переехала в Чикаго, где работала с Бэби Додсом, Лонни Джонсоном, Роем Элдриджем и Лил Хардин Армстронг. В Канзас-Сити она вернулась в 1940 году. Харлан Леонард нанял Тейлор в качестве солистки его новой группы «Harlan Leonard and His Rockets». Группа была успешной, они записали трек «I Don’t Want to Set the World on Fire» на студии звукозаписи «Bluebird Records». Когда Тейлор написала песню «Dig It», Леонард потребовал соавторства. А позже лишил Тейлор авторского права и гонораров за это произведение.
Тейлор и Леонард разорвали свой творческий союз, и она присоединилась к турне группы Юби Блейка, организованного Объединённой организацией обслуживания. Затем Тейлор снова вернулась в Канзас-Сити, где пела с оркестром Джимми Кейта. В 1946 году на студии Mercury Records они записали два совместных трека "Spider " и «the Fly». В обзоре Billboard о таланте Мавры писали: «Мисс Тейлор поет с легким рыданием и подлинным „блюзовым“ вибрато, которое подчеркивает звездное исполнение». Но несмотря на яркие выступления и любовь публики Тейлор не получила свои гонорары, так как по словам представителя Blasco Music, ее выступления не принесли прибыли.
Разочаровавшись в американском музыкальном бизнесе, Тейлор прожила большую часть 1950-х годов в Сьюдад-Хуаресе, Мексика. В 1965 году начав гастролировать по Европе, она приняла решение обосноваться во Франкфурте, Германия, где открыла свой собственный клуб под названием Down by the Riverside. Во время Второй мировой войны, войны в Корее и войны во Вьетнаме Тейлор выступила в 32 странах, принимая участие в концертах, организованных Объединенной организацией обслуживания. В 1977 году Тейлор вернулась в Соединенные Штаты и поселилась в Лос-Анджелесе, где планировала сниматься в кино и работать на телевидении. В 1994 году она переехала обратно в свой родной Канзас-Сити.
В 2000 году Тейлор записала альбом «My Night to Dream», релиз которого пришёлся на неблагоприятную дату — 11 сентября 2001 года. Позже в 2010 году он был переиздан на Super Audio CD.
Тейлор продолжила петь, выступая с группой Wild Women of Kansas City, единственная сохранившаяся запись их совместного выступления датируется 26 сентября 2010 года. Свой 94-й день рождения Тейлор отметила концертом с Самантой Фиш и Майком Зито в Knuckleheads Saloon.
Последнее выступление Тейлор состоялось 24 июля 2011 года с «Wild Women of Kansas City» в ночном клубе «Jardine’s» в Канзас-Сити. После падения в 2011 году, её здоровье ухудшилось, она уже не могла жить в своем доме. Последние месяцы своей жизни она провела в медицинском центре.
Умерла Тейлор 9 декабря 2011 года в медицинском центра в Канзас-Сити, штат Миссури, ей было 94-года.